# كريم آفجه
كريم آفجه (بالتركية: Kerim Avcı؛ بالألمانية: Kerim Avcı) هو لاعب كرة قدم ألماني وتركي في مركز الوسط، ولد في 16 ديسمبر 1989 في دورتموند في ألمانيا. لعب مع ألتينوردو وبالق أسير سبور وروت فايس إيسن وقيصري إيرسيسبور.

## وصلات خارجية
- كريم آفجه على موقع اتحاد تركيا (لاعب) (الإنجليزية)
- كريم آفجه على موقع قاعدة بيانات كرة القدم.إي يو (الإنجليزية)
- كريم آفجه على موقع Soccerway.com (الإنجليزية)
- كريم آفجه على موقع عالم كرة القدم.نت (الإنجليزية)